# Žvaigždžiakalnis
Žvaigždžiakalnis è un piccolo centro abitato del distretto di Molėtai della contea di Utena, nel nord-est della Lituania. Secondo il censimento del 2011, la popolazione ammonta a 4 abitanti. Il villaggio si trova in una zona remota, a 10 km a sud est di Suginčiai, in una penisola all'estremità occidentale del lago Aisetas. Žvaigždžiakalnis è circondata da una fitta foresta e rientra nel territorio del Parco Regionale Labanoras.

## Etimologia
Il nome Žvaigždžiakalnis deriva dai termini lituani žvaigždė e kalnas e significa letteralmente "una montagna di stelle".